# Triglochin multifructa
Triglochin multifructa är en sältingväxtart som beskrevs av Aston. Triglochin multifructa ingår i släktet sältingar, och familjen sältingväxter. Inga underarter finns listade.